# American Experience
American Experience est une émission de télévision documentaire américaine diffusée depuis le 4 octobre 1988 sur le réseau de télévision public PBS.

## Listes des épisodes

### Saison 1
1. The Great San Francisco Earthquake (4 octobre 1988)
2. Radio Bikini (11 octobre 1988)
3. Indians, Outlaws and Angie Debo (18 octobre 1988)
4. Eric Sevareid's Not So Wild A Dream (25 octobre 1988)
5. The Life and Times of Rosie the Riveter (1er novembre 1988)
6. Do You Mean There Are Still Real Cowboys ? (8 novembre 1988)
7. Kennedy vs. Wallace: A Crisis Up Close (15 novembre 1988)
8. Geronimo and the Apache Resistance (22 novembre 1988)
9. Let Us Now Praise Famous Men: Revisited (29 novembre 1988)
10. That Rhythm, Those Blues (6 décembre 1988)
11. The Radio Priest (13 décembre 1988)
12. Hearts and Hands (20 décembre 1988)
13. Views of a Vanishing Frontier (27 décembre 1988)
14. Eudora Welty: One Writer's Beginnings (3 janvier 1988)
15. The World That Moses Built (10 janvier 1988)
16. Sins of Our Mothers (17 janvier 1988)

### Saison 2
1. The Great Air Race of 1924 (3 octobre 1989)
2. Demon Rum (10 octobre 1989)
3. A Family Gathering (17 octobre 1989)
4. The Great War: 1918 (31 octobre 1989)
5. Forever Baseball (7 novembre 1989)
6. Mr. Sears' Catalogue (14 novembre 1989)
7. Yosemite: The Fate of Heaven (21 novembre 1989)
8. Adam Clayton Powell (28 novembre 1989)
9. Journey to America (5 décembre 1989)
10. Ballad of a Mountain Man (12 décembre 1989)
11. Ida B. Wells: A Passion for Justice (19 décembre 1989)
12. Orphans of the Storm (26 décembre 1989)
13. Forbidden City, USA (2 janvier 1990)
14. Battle for Wilderness (9 janvier 1990)
15. Roots of Resistance: The Story of the Underground Railroad (16 janvier 1990)

### Saison 3
1. Lindbergh (1er octobre 1990)
2. Nixon Part, 1-3 (15 octobre 1990)
3. God Bless America and Poland, Too (22 octobre 1990)
4. Insanity on Trial (29 octobre 1990)
5. The Satellite Sky (5 novembre 1990)
6. The Crash of 1929 (19 novembre 1990)
7. The Iron Road (26 novembre 1990)
8. French Dance Tonight (10 décembre 1990)
9. Wildcatter: A Story of Texas Oil (17 décembre 1990)
10. After the Crash (7 janvier 1991)
11. Los Mineros (28 janvier 1991)
12. Coney Island (4 février 1991)

### Saison 4
1. LBJ, Part 1-2 (30 septembre 1991)
2. LBJ, Part 3-4 (1er octobre 1991)
3. The Massachusetts 54th Colored Infantry (14 octobre 1991)
4. Scandalous Mayor (28 octobre 1991)
5. The Johnstown Flood (4 novembre 1991)
6. Pearl Harbor: Surprise and Remembrance (11 novembre 1991)
7. G-Men: The Rise of J. Edgar Hoover (18 novembre 1991)
8. Duke Ellington: Reminiscing in Tempo (9 décembre 1991)
9. The Quiz Show Scandal (6 janvier 1992)
10. Love in the Cold War (13 janvier 1992)
11. Wild by Law (27 janvier 1992)
12. Barnum's Big Top (10 février 1992)
13. In the White Man's Image (17 février 1992)

### Saison 5
1. The Kennedys, Part 1 (20 septembre 1992)
2. The Kennedys, Part 2 (21 septembre 1992)
3. The Donner Party (28 octobre 1992)
4. Liberators: Fighting on Two Fronts in World War II (11 novembre 1992)
5. George Washington: The Man Who Wouldn't Be King (18 novembre 1992)
6. Last Stand at Little Big Horn (25 novembre 1992)
7. If You Knew Sousa (9 décembre 1992)
8. Simple Justice (18 janvier 1993)
9. Knute Rockne and His Fighting Irish (25 janvier 1993)
10. Sit Down and Fight (1er février 1993)
11. Rachel Carson's Silent Spring (8 février 1993)
12. Goin' Back to T–Town (1er mars 1993)

### Saison 6
1. Amelia Earhart: The Price of Courage (27 octobre 1993)
2. The Hunt for Pancho Villa (3 novembre 1993)
3. Eisenhower, Part 1-2 (10 novembre 1993)
4. The Hurricane of '38 (17 novembre 1993)
5. Ishi: The Last Yahi Indian (19 janvier 1994)
6. Malcolm X: Make It Plain (26 janvier 1994)
7. America and the Holocaust (6 avril 1994)
8. D-Day Remembered (25 mai 1994)

### Saison 7
1. FDR, Part 1-2 (11 octobre 1994)
2. FDR, Part 3-4 (12 octobre 1994)
3. Telegrams from the Dead (19 octobre 1994)
4. Midnight Ramble (26 octobre 1994)
5. Battle of the Bulge (9 novembre 1994)
6. One Woman, One Vote (15 février 1995)
7. The Way West, Part 1-2 (8 mai 1995)
8. The Way West, Part 3-4 (9 mai 1995)

### Saison 8
1. Murder of the Century (16 octobre 1995)
2. Edison's Miracle of Light (23 octobre 1995)
3. Chicago 1968 (13 novembre 1995)
4. The Orphan Trains (27 novembre 1995)
5. Freedom on My Mind (15 janvier 1996)
6. Daley: The Last Boss (22 janvier 1996)
7. The Battle Over Citizen Kane (29 janvier 1996)
8. he Wright Stuff (12 février 1996)
9. Spy in the Sky (26 février 1996)

### Saison 9
1. TR, The Story of Theodore Roosevelt, Part 1 (6 octobre 1996)
2. TR, The Story of Theodore Roosevelt, Part 2 (7 octobre 1996)
3. The Richest Man in the World: Andrew Carnegie (20 janvier 1997)
4. Hawaii's Last Queen (27 janvier 1997)
5. The Telephone (3 février 1997)
6. Big Dream, Small Screen (10 février 1997)
7. New York Underground (17 février 1997)
8. Troublesome Creek: A Midwestern (14 avril 1997)
9. Around the World in 72 Days (28 avril 1997)
10. Gold Fever (12 mai 1997)
11. Vietnam: A Television History, Part 1-2 (26 mai 1997)
12. Vietnam: A Television History, Part 3 (2 juin 1997)
13. Vietnam: A Television History, Part 4 (9 juin 1997)
14. Vietnam: A Television History, Part 5 (16 juin 1997)
15. Vietnam: A Television History, Part 6 (23 juin 1997)
16. Vietnam: A Television History, Part 7 (30 juin 1997)
17. Vietnam: A Television History, Part 8 (7 juillet 1997)
18. Vietnam: A Television History, Part 9 (14 juillet 1997)
19. Vietnam: A Television History, Part 10 (21 juillet 1997)
20. Vietnam: A Television History, Part 11 (28 juillet 1997)

### Saison 10
1. Truman, Part 1 (5 octobre 1997)
2. Truman, Part 2 (6 octobre 1997)
3. A Midwife's Tale (19 janvier 1998)
4. Mr. Miami Beach (2 février 1998)
5. Influenza 1918 (9 février 1998)
6. Reagan, Part 1 (23 février 1998)
7. Reagan, Part 2 (24 février 1998)
8. Surviving the Dust Bowl (2 mars 1998)
9. Riding the Rails (13 avril 1998)

### Saison 11
1. America 1900, Part 1-4 (18 novembre 1998)
2. Race for the Superbomb (11 janvier 1999)
3. Hoover Dam (18 janvier 1999)
4. Alone on the Ice (8 février 1999)
5. Rescue at Sea (15 février 1999)
6. Meltdown at Three Mile Island (22 février 1999)
7. Lost in the Grand Canyon (5 avril 1999)
8. MacArthur, Part 1 (17 mai 1999)
9. MacArthur, Part 2 (18 mai 1999)
10. Fly Girls (24 mai 1999)

### Saison 12
1. New York: A Documentary Film, Part 1 (14 novembre 1999)
2. New York: A Documentary Film, Part 2 (15 novembre 1999)
3. New York: A Documentary Film, Part 3 (16 novembre 1999)
4. New York: A Documentary Film, Part 4 (17 novembre 1999)
5. New York: A Documentary Film, Part 5 (18 novembre 1999)
6. Eleanor Roosevelt (10 janvier 2000)
7. Houdini (24 janvier 2000)
8. Nixon's China Game (31 janvier 2000)
9. The Duel (14 février 2000)
10. John Brown's Holy War (28 février 2000)
11. George Wallace: Settin' the Woods on Fire, Part 1 (23 avril 2000)
12. George Wallace: Settin' the Woods on Fire, Part 2 (24 avril 2000)
13. Jubilee Singers: Sacrifice and Glory (1er mai 2000)
14. Joe DiMaggio: The Hero's Life (8 mai 2000)
15. The Wizard of Photography (22 mai 2000)

### Saison 13
1. The Rockefellers, Part 1 (16 octobre 2000)
2. The Rockefellers, Part 2 (23 octobre 2000)
3. Secrets of a Master Builder (30 octobre 2000)
4. Return with Honor (13 novembre 2000)
5. Streamliners: America's Lost Trains (5 février 2001)
6. Marcus Garvey: Look For Me in the Whirlwind (12 février 2001)
7. Abraham and Mary Lincoln: A House Divided, Part 1-2 (19 février 2001)
8. Abraham and Mary Lincoln: A House Divided, Part 3-4 (20 février 2001)
9. Abraham and Mary Lincoln: A House Divided, Part 5-6 (21 février 2001)
10. Scottsboro: An American Tragedy (2 avril 2001)
11. Fatal Flood (16 avril 2001)
12. Stephen Foster (23 avril 2001)

### Saison 14
1. New York: A Documentary Film, Part 6 (30 septembre 2001)
2. New York: A Documentary Film, Part 7 (1er octobre 2001)
3. War Letters (11 novembre 2001)
4. Woodrow Wilson and the Birth of the American Century, Part 1 (6 janvier 2002)
5. Woodrow Wilson and the Birth of the American Century, Part 2 (13 janvier 2002)
6. Mount Rushmore (20 janvier 2002)
7. Miss America (27 janvier 2002)
8. Zoot Suit Riots (10 février 2002)
9. Monkey Trial (17 février 2002)
10. Public Enemy #1 (24 février 2002)
11. Ansel Adams: A Documentary Film (21 avril 2002)
12. A Brilliant Madness (28 avril 2002)
13. Ulysses S. Grant, Part 1 (5 mai 2002)
14. Ulysses S. Grant, Part 2 (12 mai 2002)

### Saison 15
1. Jimmy Carter, Part 1 (11 novembre 2002)
2. Jimmy Carter, Part 2 (12 novembre 2002)
3. Chicago: City of the Century, Part 1 (13 janvier 2003)
4. Chicago: City of the Century, Part 2 (14 janvier 2003)
5. Chicago: City of the Century, Part 3 (15 janvier 2003)
6. The Murder of Emmett Till (20 janvier 2003)
7. The Transcontinental Railroad (27 janvier 2003)
8. Partners of the Heart (10 février 2003)
9. The Pill (24 février 2003)
10. Daughter from Danang (7 avril 2003)
11. Seabiscuit (21 avril 2003)
12. Bataan Rescue (7 juillet 2003)
13. Murder at Harvard (14 juillet 2003)

### Saison 16
1. New York: A Documentary Film, Part 8 (8 septembre 2003)
2. Reconstruction: The Second Civil War, Part 1 (12 janvier 2004)
3. Reconstruction: The Second Civil War, Part 2 (13 janvier 2004)
4. Citizen King (19 janvier 2004)
5. Remember the Alamo (2 février 2004)
6. Tupperware ! (9 février 2004)
7. Emma Goldman (12 avril 2004)
8. Patriots Day (19 avril 2004)
9. Golden Gate Bridge (3 mai 2004)

### Saison 17
1. RFK (4 octobre 2004)
2. The Fight (18 octobre 2004)
3. Fidel Castro (31 janvier 2005)
4. Building the Alaska Highway (7 février 2005)
5. Kinsey (14 février 2005)
6. Mary Pickford (4 avril 2005)
7. The Great Transatlantic Cable (11 avril 2005)
8. The Massie Affair (18 avril 2005)
9. Victory in the Pacific (2 mai 2005)
10. The Carter Family: Will the Circle Be Unbroken (9 mai 2005)
11. Guerrilla: The Taking of Patty Hearst (23 mai 2005)

### Saison 18
1. Two Days in October (17 octobre 2005)
2. Race to the Moon (31 octobre 2005)
3. Las Vegas: An Unconventional History, Part 1 (14 novembre 2005)
4. Las Vegas: An Unconventional History, Part 2 (15 novembre 2005)
5. John & Abigail Adams (23 janvier 2006)
6. The Nuremberg Trials (30 janvier 2006)
7. Jesse James (6 février 2006)
8. Hijacked (27 février 2006)
9. Eugene O'Neill (27 mars 2006)
10. The Boy in the Bubble (10 avril 2006)
11. The Alaska Pipeline (24 avril 2006)
12. Annie Oakley (8 mai 2006)
13. The Man Behind Hitler (22 mai 2006)

### Saison 19
1. Eyes on the Prize, Part 1-2 (2 octobre 2006)
2. Eyes on the Prize, Part 3-4 (9 octobre 2006)
3. Eyes on the Prize, Part 5-6 (16 octobre 2006)
4. Test Tube Babies (23 octobre 2006)
5. The Great Fever (30 octobre 2006)
6. The Gold Rush (6 novembre 2006)
7. The Berlin Airlift (29 janvier 2007)
8. The Living Weapon (5 février 2007)
9. New Orleans (12 février 2007)
10. Sister Aimee (2 avril 2007)
11. Jonestown: The Life and Death of Peoples Temple (9 avril 2007)
12. Summer of Love (23 avril 2007)
13. The Mormons, Part 1 (30 avril 2007)
14. The Mormons, Part 2 (1er mai 2007)
15. Alexander Hamilton (14 mai 2007)

### Saison 20
1. Oswald's Ghost (14 janvier 2008)
2. The Lobotomist (21 janvier 2008)
3. Eyes on the Prize, Part 7-8 (3 février 2008)
4. Grand Central (4 février 2008)
5. Eyes on the Prize, Part 9-10 (10 février 2008)
6. Eyes on the Prize, Part 11-12 (17 février 2008)
7. Kit Carson (18 février 2008)
8. Eyes on the Prize, Part 13-14 (24 février 2008)
9. Buffalo Bill (25 février 2008)
10. Minik (31 mars 2008)
11. Walt Whitman (14 avril 2008)
12. Roberto Clemente (21 avril 2008)
13. George H.W. Bush, Part 1 (5 mai 2008)
14. George H.W. Bush, Part 2 (6 mai 2008)

### Saison 21
1. The Trials of J. Robert Oppenheimer (26 janvier 2009)
2. The Polio Crusade (2 février 2009)
3. The Assassination of Abraham Lincoln (9 février 2009)
4. A Class Apart (23 février 2009)
5. We Shall Remain, Part 1 (13 avril 2009)
6. We Shall Remain, Part 2 (20 avril 2009)
7. We Shall Remain, Part 3 (27 avril 2009)
8. We Shall Remain, Part 4 (4 mai 2009)
9. We Shall Remain, Part 5 (11 mai 2009)

### Saison 22
1. The Civilian Conservation Corps (2 novembre 2009)
2. Wyatt Earp (25 janvier 2010)
3. The Bombing of Germany (8 février 2010)
4. Dolley Madison (1er mars 2010)
5. Earth Days (19 avril 2010)
6. My Lai (26 avril 2010)
7. Roads to Memphis (3 mai 2010)
8. Into the Deep: America, Whaling & the World (10 mai 2010)

### Saison 23
1. God in America, Part 1-2 (11 octobre 2010)
2. God in America, Part 3-4 (12 octobre 2010)
3. God in America, Part 5-6 (13 octobre 2010)
4. Robert E. Lee (3 janvier 2011)
5. Dinosaur Wars (17 janvier 2011)
6. Panama Canal (24 janvier 2011)
7. The Greely Expedition (31 janvier 2011)
8. Triangle Fire (28 février 2011)
9. The Great Famine (11 avril 2011)
10. Stonewall Uprising (25 avril 2011)
11. Soundtrack for a Revolution (9 mai 2011)
12. Freedom Riders (16 mai 2011)

### Saison 24
1. Billy the Kid (10 janvier 2012)
2. Custer's Last Stand (17 janvier 2012)
3. Clinton, Part 1 (20 février 2012)
4. Clinton, Part 2 (21 février 2012)
5. The Amish (28 février 2012)
6. Grand Coulee Dam (3 avril 2012)
7. Jesse Owens (1er mai 2012)
8. Death and the Civil War (18 septembre 2012)

### Saison 25
1. The Abolitionists, Part 1 (8 janvier 2013)
2. The Abolitionists, Part 2 (15 janvier 2013)
3. The Abolitionists, Part 3 (22 janvier 2013)
4. Henry Ford (29 janvier 2013)
5. Silicon Valley (5 février 2013)
6. War of the Worlds (29 octobre 2013)
7. JFK, Part 1 (11 novembre 2013)
8. JFK, Part 2 (12 novembre 2013)

### Saison 26
1. The Poisoner's Handbook (7 janvier 2014)
2. 1964 (14 janvier 2014)
3. The Amish: Shunned (4 février 2014)
4. Butch Cassidy and the Sundance Kid (11 février 2014)
5. The Rise and Fall of Penn Station (18 février 2014)
6. Freedom Summer (24 juin 2014)
7. Cold War Roadshow (18 novembre 2014)

### Saison 27
1. Ripley: Believe It or Not (6 janvier 2015)
2. Klansville U.S.A. (13 janvier 2015)
3. Edison (27 janvier 2015)
4. The Big Burn (3 février 2015)
5. The Forgotten Plague (10 février 2015)
6. Last Days in Vietnam (28 avril 2015)
7. Blackout (14 juillet 2015)
8. Walt Disney, Part 1 (14 septembre 2015)
9. Walt Disney, Part 2 (15 septembre 2015)
10. American Comandante (17 novembre 2015)
11. The Pilgrims (24 novembre 2015)

### Saison 28
1. Bonnie & Clyde (19 janvier 2016)
2. The Mine Wars (26 janvier 2016)
3. Murder of a President (2 février 2016)
4. The Perfect Crime (9 février 2016)
5. Space Men (1er mars 2016)
6. The Boys of ’36 (2 août 2016)
7. Tesla (18 octobre 2016)
8. The Battle of Chosin (1er novembre 2016)

### Saison 29
1. Command and Control (10 janvier 2017)
2. Rachel Carson (24 janvier 2017)
3. The Race Underground (31 janvier 2017)
4. Oklahoma City (8 février 2017)
5. Ruby Ridge (14 février 2017)
6. The Great War (avril 2017)

### Saison 30
1. Into the Amazon (9 janvier 2018)
2. The Secret of Tuxedo Park (16 janvier 2018)
3. The Gilded Age (6 février 2018)
4. The Bombing of Wall Street (13 février 2018)
5. The Island Murder (17 avril 2018)
6. The Chinese Exclusion Act (29 mai 2018)
7. The Circus, Part 1 (8 octobre 2018)
8. The Circus, Part 2 (9 octobre 2018)
9. The Eugenics Crusade (16 octobre 2018)

### Saison 31
1. The Swamp (15 janvier 2019)
2. Sealab (12 février 2019)
3. Chasing the Moon, Part 1 (8 juillet 2019)
4. Chasing the Moon, Part 2 (9 juillet 2019)
5. Chasing the Moon, Part 3 (10 juillet 2019)
6. Woodstock (6 août 2019)
7. The Feud (10 septembre 2019)

### Saison 32
1. McCarthy (6 janvier 2020)
2. The Poison Squad (28 janvier 2020)
3. The Man Who Tried to Feed the World (21 avril 2020)
4. George W. Bush, Part 1 (4 mai 2020)
5. George W. Bush, Part 2 (5 mai 2020)
6. Mr. Tornado (19 mai 2020)
7. The Vote, Part 1 (6 juillet 2020)
8. The Vote, Part 2 (7 juillet 2020)

### Saison 33
1. The Codebreaker (11 janvier 2021)
2. Voice of Freedom (15 février 2021)
3. The Blinding of Isaac Woodard (30 mars 2021)
4. American Oz (19 avril 2021)
5. Billy Graham (17 mai 2021)
6. Sandra Day O'Connor: The First (13 septembre 2021)
7. Citizen Hearst, Part 1 (27 septembre 2021)
8. Citizen Hearst, Part 2 (28 septembre 2021)

### Saison 34
1. Riveted: The History of Jeans (7 février 2022)
2. The American Diplomat (15 février 2022)
3. Flood in the Desert (3 mai 2022)
4. Plague at the Golden Gate (24 mai 2022)
5. Taken Hostage, Part 1 (14 novembre 2022)
6. Taken Hostage, Part 2 (15 novembre 2022)

### Saison 35
1. The Lie Detector (3 janvier 2023)
2. Zora Neale Hurston: Claiming a Space (17 janvier 2023)
3. Ruthless: Monopoly's Secret History (20 février 2023)
4. The Movement and the 'Madman' (28 mars 2023)
5. The Sun Queen (4 avril 2023)
6. Casa Susanna (27 juin 2023)
7. The Busing Battleground (11 septembre 2023)
8. The Harvest: Integrating Mississippi's Schools (12 septembre 2023)
9. The War on Discos (30 octobre 2023)

### Saison 36
1. Nazi Town, USA (23 janvier 2024)
2. Fly With Me (20 février 2024)
3. The Cancer Detectives (26 mars 2024)
4. Poisoned Ground: The Tragedy at Love Canal (22 avril 2024)
5. The Riot Report (21 mai 2024)
6. The American Vice President (1er octobre 2024)
7. American Coup: Wilmington 1898 (12 novembre 2024)

## Distribution
De grands noms tels que Liev Schreiber, Peter Coyote, Stacy Keach, Eli Wallach, Laura Linney, Philip Bosco et Kathy Bates, Jason Robards et Morgan Freeman ont participé à la série en tant que narrateurs ou interprètes.
- Jamie Parker : Alexander Hamilton

## Récompenses
- 2011 Peabody Award Winner: "Triangle Fire", "Freedom Riders" and "Stonewall Uprising"[1]
- 2010 Peabody Award Winner: "My Lai"[2]
- 2005 Peabody Award Winner: "Two Days in October"[3]
- 2004 Peabody Award Winner: "Tupperware!"[4]
- 2003 Peabody Award WInner: "The Murder of Emmett Till"[5]
- 2002 Peabody Award Winner: "Monkey Trial" [6]
- 1999 Peabody Award Winner: "Playing the China Card (Nixon's China Game)"[7]
- 1998 Peabody Award Winner: "America 1900"[8]
- 1998 Peabody Award Winner: "Riding the Rails"[9]